# Президентские выборы в Южной Корее (1956)
Президентские выборы 1956 года в Южной Корее прошли 15 мая. Победу одержал действующий президент Ли Сын Ман, который получил 70,0 % голосов избирателей. Явка избирателей составила 94,4 %.
Единственным конкурентом Ли Сын Мана на выборах был Чо Бон Ам, который вёл предвыборную кампанию под лозунгами мирного воссоединения Кореи. Чо Бон Ам набрал 30 % голосов избирателей, что превысило ожидаемый результат. Три года спустя, в 1959 году, Чо Бон Ам был обвинен в нарушении закона о национальной безопасности и казнён.

## Результаты выборов
| Кандидат                | Партия                 | Число поданых голосов | %    |
| ----------------------- | ---------------------- | --------------------- | ---- |
| Ли Сын Ман              | Либеральная партия     | 5 046 437             | 70,0 |
| Чо Бон Ам               | Независимый            | 2 163 808             | 30,0 |
| Испорченных бюллетеней  | Испорченных бюллетеней | 1 856 818             | -    |
| Всего                   | Всего                  | 9 067 063             | 100  |
| Источник: Nohlen et al. |                        |                       |      |